# نويل كوارد

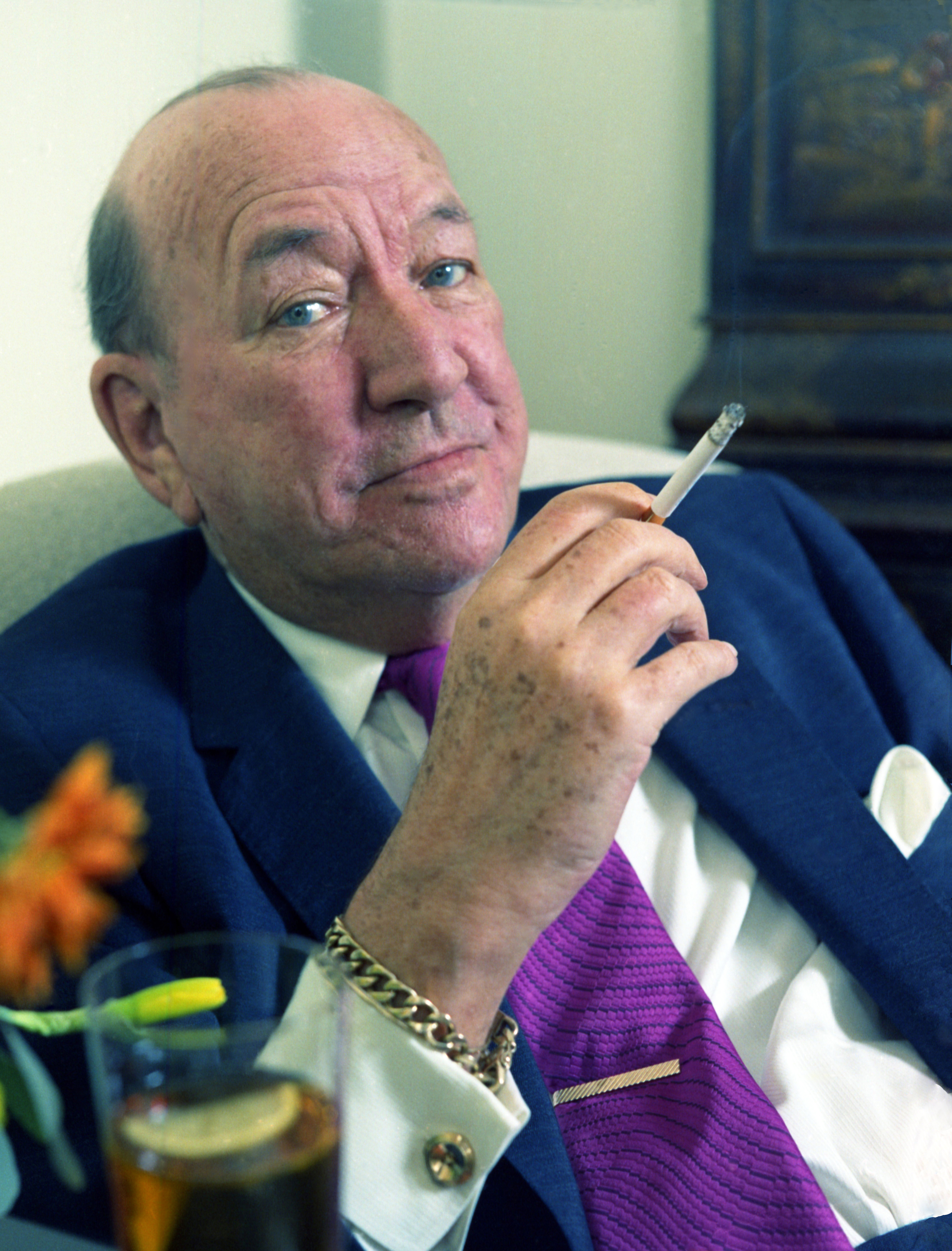
نويل كوارد 1972

السير نويل كوارد (بالإنجليزية: Noël Peirce Coward)‏ (1899-1973 م). كاتب مسرحي بريطاني، وممثل ومؤلف موسيقي، ذاع صيته بسبب مسرحياته الكوميدية اللطيفة المعقدة. تتناول كثير من مسرحياته الصراعات الرومانسية بين رجال الطبقات العليا ونساء هذه الطبقات.

## سيرة حياته
ولد نويل بيرس كوارد في تيدنجتون، بالقرب من لندن. وقد تحقق أول نجاح كبير له في عام 1923 م عندما اشترك في تأليف وتمثيل المسرحية الموسيقية لندن تنادي. وفي عام 1924 م، حقق كوارد نجاحًا باهرًا بمسرحيته الدوامة التي تعالج موضوع الانهيار الأخلاقي للطبقة العليا البريطانية بعد الحرب العالمية الأولى (1914- 1918 م). وفي عام 1970 م، منحته الملكة إليزابيث الثانية وسام الفرو.

## مسرحياته
ايادي عبر البحر
مصيدة الفأر
حمى القش
الروح المرحة
خطة للعيش
المستقبل الغامض
الحياة الخاصة
الليلة الساعة 8,30

## روابط خارجية
- نويل كوارد على موقع IMDb (الإنجليزية)
- نويل كوارد على موقع الموسوعة البريطانية (الإنجليزية)
- نويل كوارد على موقع روتن توميتوز (الإنجليزية)
- نويل كوارد على موقع مونزينجر (الألمانية)
- نويل كوارد على موقع ألو سيني (الفرنسية)
- نويل كوارد على موقع ميوزك برينز (الإنجليزية)
- نويل كوارد على موقع أول موفي (الإنجليزية)
- نويل كوارد على موقع قاعدة بيانات برودواي على الإنترنت (الإنجليزية)
- نويل كوارد على موقع قاعدة بيانات الأفلام السويدية (السويدية)
- نويل كوارد على موقع إن إن دي بي (الإنجليزية)